# Vermet & Fuchs
Vermet & Fuchs is de naam van een azijnzuurfabriek aan de Kwelkade  (Hertogenwijk) in Tiel, die bestaan heeft van 1912 tot 1929.
Het bedrijf kenmerkte zich door een extreme milieubelasting. Azijnzuur werd in die tijd vervaardigd door de fermentatie van alcohol, hetgeen veel stank produceerde. Er werd geloosd op het oppervlaktewater; een nabijgelegen wiel werd gedempt met bedrijfsafval, wat leidde tot zware bodemverontreiniging. Voorts werd het bedrijf (en de omgeving ervan) gedurende zijn korte bestaan geteisterd door twee zware branden en een ontploffing.
In 1929 ging het bedrijf failliet.